# R.A.S.式ピッキング
R.A.S.式ピッキングとは 、世界最大級のオンライン・ギター・レッスンのギネス記録を樹立した日本のギタリスト加茂フミヨシのピック奏法を日本の音楽雑誌ギター・マガジンが名づけたもの。2013年8月に、登録商標 R.A.S.式ピッキング（登録第5602854号）となる。ジャンルや音色を選ばず、歪みでもクリーンでもカッティングでも速弾きでも、極力同じ弾き心地で弾くためのピッキング法・練習法である。

## R.A.S.について

### 略語の意味
リラックスした状態を保ちつつ、ピックで弦をはじく。この際にピックで弦を撫でたりこすったりするとアタック感が得られないので、しっかりと弦をはじく。この時にピックと弦が衝突する「弦抵抗」から力みが発生しやすいので弦抵抗を緩和する方法が加茂フミヨシによってまとめあげられ、リットーミュージックより「ギター・マガジン　R.A.S.式ピッキング　速弾き攻略のための究極メソッド」が出版されている。弦抵抗が緩和出来る事によりスピードを生み出す事が出来るが、ピッキングをストップウォッチで計測するようなスピードにこだわらず、音楽的な「強弱」「抑揚」「テンポのコントロール」に注目し、「音楽的な流れのあるスピード」を重視している。この3要素がR.A.Sの意味するところである。

### ピッキングフォームの概要
R.A.S式ピッキングでは、ピックの描く軌道に注目し、以下の3つのピッキング動作をシチュエーションに応じて使い分けるように推奨している。
- 直線軌道
- 回転軌道
- 遠近軌道

また、フィンガーピッキングでは認知されている「アポヤンド」「アルアイレ」を取り入れて、アクセントをつける演奏はアポヤンド（ピッキングした後、隣の弦にピックが触れて止まる軌道）で行い、流れるような速度を重視する演奏はアルアイレ（ピッキングした後、隣の弦にピックは触れず、ピックは弦から離れる軌道）で弾く。

### リラックスの概念
R.A.S式ピッキングでは、リラックス感を得るために、筋肉を緊張させて弾く事は可能な限り推奨せず、仮に筋肉が緊張してしまうような難易度のフレーズでも、フレーズの中に休憩ポイントを探す事を推奨している。
また、いかなる時にでもリラックスを強要する事はせず、例えば、心理的な緊張により筋肉が緊張状態になる場合があるのは致し方ないと認めている。
いかなる時にでもリラックスが必要という観点ではなく、無意識に筋肉の緊張が発生している場合がある事を指摘し「リラックスして弾ける難易度のフレーズ」に対して、腕に力を込めて弾くのは問題である、としている。

### 「隠れ速弾き」の存在
R.A.S式ピッキングには、「隠れ速弾き」という概念が登場する。ピッキングをタイムウォッチで計測するスピードだけではなく「音楽的なスピード」を重視するというコンセプトの中で、メタル系等に代表されるシュレッド・プレイ以外にも、ジャズやブルースでも「音楽的判断の速度」が求められているという点についても着目し、これを隠れ速弾きと定義している。

## 動画
- https://www.youtube.com/watch?v=7wvEuOC07oo
- https://www.youtube.com/watch?v=LUZGMkEeYtc

R.A.S.Electric Guitar LaboよりR.A.S.式ピッキングに特化した、ピックが弦に引っかかる問題を緩和するための脱力体感ピックとピックテープなどが開発されている。